# Mousseaux-Neuville
Mousseaux-Neuville é uma comuna francesa na região administrativa da Normandia, no departamento de Eure. Estende-se por uma área de 14,1 km². Em 2010 a comuna tinha 657 habitantes (densidade: 46,6 hab./km²).